# Zulassung von Eisenbahnfahrzeugen
Die Zulassung von Eisenbahnfahrzeugen betrifft die behördliche Betriebserlaubnis und den Netzzugang für Eisenbahnfahrzeuge, die in Betrieb gesetzt werden sollen.

## Allgemeines
Eisenbahnfahrzeuge gehören nach § 2 Eisenbahn-Inbetriebnahmegenehmigungsverordnung (EIV) zu den „Bestandteilen des Eisenbahnsystems“, das sich insbesondere aus Bahnhöfen, Eisenbahnsignalen, Schienennetz, Triebfahrzeugen oder Zügen zusammensetzt. Jeder Bestandteil dieses Systems bedarf nach § 8 EIV der Zulassung (im Gesetz Inbetriebnahmegenehmigung genannt) durch das Eisenbahn-Bundesamt (EBA) als zuständiger Behörde. 

## Anforderungen
Je nach Art des Teilsystems ist die Erteilung einer Betriebserlaubnis (z. B. für Eisenbahnfahrzeuge), Baugenehmigung (z. B. Bahnhöfe) oder Betriebsbewilligung erforderlich bzw. die Abnahme von Eisenbahnfahrzeugen zum Verkehr auf den Netzen von Eisenbahninfrastrukturunternehmen nach den jeweiligen nationalen Zulassungsgesetzen oder Verordnungen. Diese Gesetze und Verordnungen beschreiben im Allgemeinen, dass den Anforderungen der Sicherheit und Ordnung genügen müssen. Diese Anforderungen an Fahrzeuge sind in den Anerkannten Regeln der Technik und in nationalen Richtlinien bzw. Gesetzen beschrieben. Im Rahmen des Zulassungsverfahrens müssen diese Anforderungen nachgewiesen werden. Teilweise sind diese Anforderungen von Land zu Land unterschiedlich, was den grenzüberschreitenden Verkehr von Eisenbahnfahrzeugen schwierig gestaltet.
Die Nachweisführung der Sicherheit und der funktionalen Anforderungen erfolgt durch technische Beschreibungen, Prüfberichte, Gutachten, Sicherheitsnachweise, Sicherheitsanalysen. Dazu gibt es einen Leitfaden für die Herstellung und Zulassung von neuen oder umgebauten Eisenbahnfahrzeugen.

## International
Die Zulassung sprechen nationale Behörden für jedes Land aus. Dies sind z. B.:
- Schweiz: Bundesamt für Verkehr (BAV)
- Österreich: Bundesministerium für Verkehr, Innovation und Technologie (BMVIT)
- Niederlande: Inspectie Leefomgeving en Transport (ILT)
- Italien:  RFI – DT-Cesifer (Rete Ferroviaria Italiana S.p.A., Direzione Tecnica, Certificazione Sicurezza Imprese Ferroviarie)
- Frankreich:  Etablissement Public de Sécurité Ferroviaire (EPSF)

Die gegenseitige Anerkennung von Zulassungen anderer Staaten wird als Cross Acceptance bezeichnet. Für die EU-Mitgliedstaaten ist dies in der Interoperabilitätsrichtlinie Richtlinie (EU) 2016/797 geregelt.